# Гевенслебен
Гевенслебен (њем. Gevensleben) општина је у њемачкој савезној држави Доња Саксонија. Једно је од 26 општинских средишта округа Хелмштет. Према процјени из 2010. у општини је живјело 719 становника. Посједује регионалну шифру (AGS) 3154006.

## Географски и демографски подаци
Гевенслебен се налази у савезној држави Доња Саксонија у округу Хелмштет. Општина се налази на надморској висини од 88 метара. Површина општине износи 15,1 km². У самом мјесту је, према процјени из 2010. године, живјело 719 становника. Просјечна густина становништва износи 47 становника/km².